# Tamara, La Femme d'or
Tamara, La Femme d'or è un'opera teatrale del 1991 che ripercorre la vita di Tamara Lempicka. Da essa è tratta la versione filmica omonima distribuita da Kochmedia.
Nel 2023 l'opera è stata portata in scena dalle attrici Antonella Rebisso (Tamara) e Valentina Faro (Kisette), per la regia di Roberto Rolla.

## Trama
Kizette, figlia della pittrice polacca Tamara de Lempicka, nota esponente dell'Art déco, invoca il fantasma della madre, per rivivere insieme i momenti più significativi della sua carriera, compresa la dubbia relazione con il poeta Gabriele D'Annunzio. Si scoprono, uno ad uno, i quadri incompiuti (come quello del primo marito Tadeusz Lempicki, padre di Kizette), le passioni perverse (tra cui quella con il Vate), gli amori traditi fino all'ultimo matrimonio con il barone Kuffner. Una galleria di personaggi e aneddoti, che si conclude con la rievocazione dell'estremo desiderio eccentrico di Tamara: volle che le sue ceneri fossero sparse sulla cima del vulcano Popocatépetl.

## Critica
Emilia Costantini sul Corriere della Sera scrive: "Don Lurio ha dato prova di misura, contenendo la recitazione delle due protagoniste, in una cifra stilistica che, pur non regalando molte emozioni, ha perlomeno rispettato la storia.

## Curiosità
- Si tratta del debutto in assoluto di Don Lurio come regista teatrale.